# Falaise, Calvados
Falaise är en kommun i departementet Calvados i regionen Normandie i norra Frankrike. Kommunen är chef-lieu för kantonerna Falaise-Nord och Falaise-Sud som ligger i arrondissementet Caen. År 2022 hade Falaise 7 744 invånare.
Platsen är Vilhelm Erövrarens födelseort. Staden är även känd för den så kallade Falaisefickan där de allierade i augusti 1944 lyckades omringa och tillintetgöra två tyska arméer. Omkring 10 000 dödades och 50 000 tillfångatogs och slaget om Normandie var därmed avgjort. Två tredjedelar av Falaise förstördes av de allierades bombningar innan staden kunde intas av kanadensiska och polska trupper. Falaise återuppbyggdes efter kriget.

## Befolkningsutveckling
Antalet invånare i kommunen Falaise
| Referens: INSEE |